# Fernando Peyroteo
Fernando Baptista de Seixas Peyroteo de Vasconcelos (1918–1978) byl portugalský fotbalista.
Celou svoji profesionální kariéru strávil ve Sportingu Lisabon, za který dal 544 gólů v soutěžních zápasech. 6× se stal králem střelců portugalské ligy a s 332 góly je historicky nejlepším střelcem portugalské ligy.

## Hráčská kariéra
Peyroteo přišel do Sportingu z Angoly (tehdejší portugalské kolonie) v roce 1937. Jeho spoluhráči v útoku byli Albano, Jesus Correia, José Travassos and Manuel Vasques a tento útok měl přezdívku Cinco Violinos (5 houslí).
Během kariéry ve Sportingu vyhrál 5× ligu. V zápase s Leça FC dal 9 gólů a v zápase s Boavista FC 8 gólů. 6× se stal králem střelců portugalské ligy a s 332 góly je historicky nejlepším střelcem portugalské ligy.
Peyroteo ukončil kariéru už ve 31 letech v roce 1949. Výtěžek z rozlučkového zápasu proti Atléticu Madrid byl použit na zaplacení dluhů, které měl jeho obchod se sportovním oblečením.
Za portugalskou reprezentaci nastoupil 20× a dal 15 gólů.

## Trenérská kariéra
Peyroteo trénoval portugalskou reprezentaci, ale po 2. zápase, porážce 2:4 s Lucemburskem v kvalifikaci o MS 1962, byl odvolán. V tomto utkání hrál v reprezentaci poprvé Eusébio.

## Statistiky

### Klub
| Klub     | Sezona  | Liga | Liga | Pohár | Pohár | Lisabon | Lisabon | Ostatní | Ostatní | Celkem | Celkem |
| Klub     | Sezona  | Záp. | Góly | Záp.  | Góly  | Záp.    | Góly    | Záp.    | Góly    | Záp.   | Góly   |
| -------- | ------- | ---- | ---- | ----- | ----- | ------- | ------- | ------- | ------- | ------ | ------ |
| Sporting | 1937–38 | 14   | 34   | 6     | 11    | 10      | 12      | —       | —       | 30     | 57     |
| Sporting | 1938–39 | 10   | 14   | 6     | 8     | 10      | 23      | —       | —       | 26     | 45     |
| Sporting | 1939–40 | 17   | 29   | 4     | 8     | 10      | 17      | —       | —       | 31     | 54     |
| Sporting | 1940–41 | 14   | 29   | 4     | 6     | 2       | 2       | —       | —       | 20     | 37     |
| Sporting | 1941–42 | 12   | 28   | 3     | 5     | 10      | 19      | —       | —       | 25     | 52     |
| Sporting | 1942–43 | 18   | 21   | 3     | 4     | 10      | 13      | —       | —       | 31     | 38     |
| Sporting | 1943–44 | 17   | 24   | 2     | 1     | 9       | 11      | 1       | 2       | 29     | 38     |
| Sporting | 1944–45 | 15   | 19   | 6     | 10    | 10      | 11      | —       | —       | 31     | 40     |
| Sporting | 1945–46 | 21   | 37   | 4     | 8     | 10      | 11      | —       | —       | 35     | 56     |
| Sporting | 1946–47 | 19   | 43   | —     | —     | 4       | 4       | —       | —       | 23     | 47     |
| Sporting | 1947–48 | 17   | 14   | 5     | 13    | 6       | 10      | —       | —       | 28     | 37     |
| Sporting | 1948–49 | 23   | 40   | —     | —     | —       | —       | 2       | 3       | 25     | 43     |
| Celkem   | Celkem  | 197  | 332  | 43    | 74    | 91      | 133     | 3       | 5       | 334    | 544    |

### Reprezentace
| Rok   | Zápasy | Góly |
| ----- | ------ | ---- |
| 1938  | 3      | 1    |
| 1939  | —      | —    |
| 1940  | 1      | 2    |
| 1941  | 1      | 2    |
| 1942  | 1      | 0    |
| 1943  | —      | —    |
| 1944  | —      | —    |
| 1945  | 3      | 4    |
| 1946  | 2      | 3    |
| 1947  | 6      | 1    |
| 1948  | 1      | 1    |
| 1949  | 2      | 1    |
| Total | 20     | 15   |

## Úspěchy

### Klub
Sporting
- Primeira Liga: 1940–41, 1943–44, 1946–47, 1947–48, 1948–49
- Taça de Portugal: 1937–38, 1940–41, 1944–45, 1945–46, 1947–48
- Supertaça Cândido de Oliveira: 1944

### Individuální
- Král střelců portugalské ligy (6×): 1937–38, 1939–40, 1940–41, 1945–46, 1946–47, 1948–49
- Historicky nejlepší střelec portugalské ligy (332 gólů)